# Sabrina Lloyd
Sabrina Lloyd (n. 20 noiembrie 1970,  Fairfax, Virginia) este o actriță americană de film și televiziune.
Este cel mai cunoscută pentru rolurile Wade Welles din serialul Călătorii în lumi paralele (Sliders) și Natalie Hurley din sitcomul ABC Sports Night.

## Biografie
Locuiește în Italia.

## Filmografie
- Superboy (1988) TV Episode .... Betsy
- That Night (1992) .... Jeanette
- Chain of Desire (1992) .... Melissa
- Law & Order (1992) TV Episode .... Kate
- Father Hood (1993) .... Kelly Charles
- Love Off Limits (1993) (TV) .... Sarah Thompson
- Iris (1994) (V)
- Lifestories: Families in Crisis
- Sliders (1995–1997) (TV) .... Wade Welles
- Sports Night (1998–2000) (TV) .... Natalie Hurley
- Madigan Men (2000) (TV) .... Wendy Lipton
- Wanderlust (2001) .... Amanda
- On Edge (2001) .... Becky Brooks
- Couples (2002) (TV) .... Annie
- Ed (2003) (TV) .... Frankie Hector
- Dopamine (2003) .... Sarah McCaulley
- The Sisters of Mercy (2004)
- The Breakup Artist (2004) .... Kara
- Melinda and Melinda (2004) (uncredited)
- Something for Henry (2004) .... Anna
- My Sexiest Mistake (2004) (TV) .... Amy
- DeMarco Affairs (2004) (TV) .... Jessica DeMarco
- Charlie's Party (2005) .... Sarah
- Numb3rs (2005) (TV) .... Terry Lake
- The Girl from Monday (2005) .... Cecile
- Universal Signs (2006) .... Mary
- Racing Daylight (2007) .... Helly/Vicky Palmer
- Wainy Days (2008) .... Molly
- Hello Lonesome (film) (2010) .... Debby

## Legături externe
- Sabrina Lloyd la Internet Movie Database
- Sabrina Lloyd's Travel Weblog